# Teatro Gaetano Donizetti

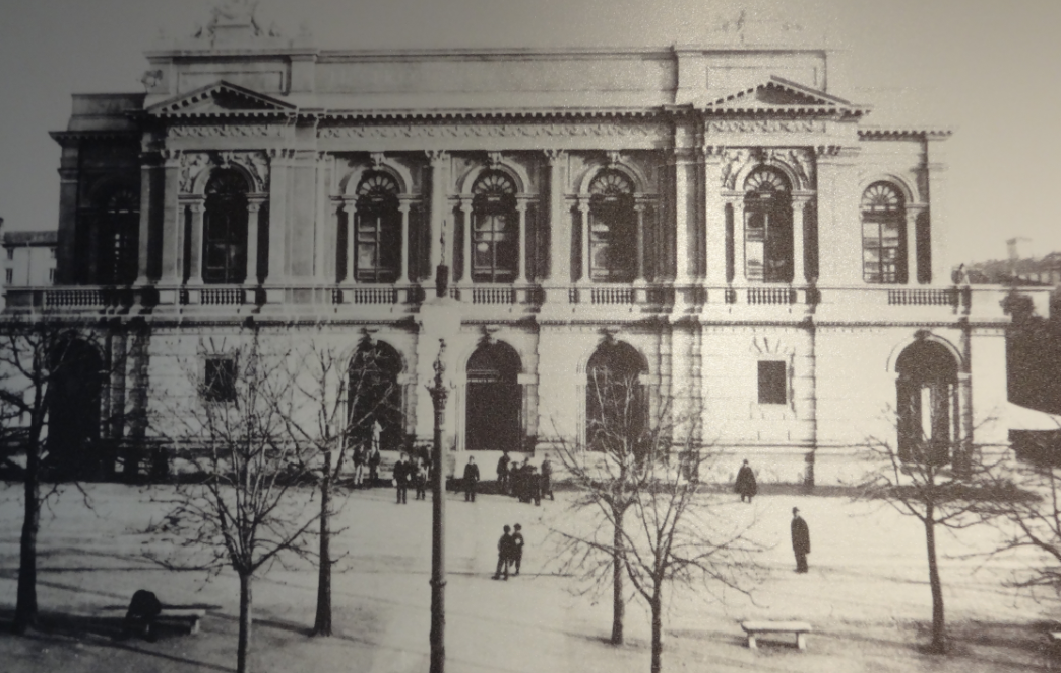
Teatro Donizetti, Bergamo, 1897

El teatro Donizetti de Bérgamo se construyó hacia finales del siglo XVIII con el nombre de teatro nuevo o teatro di Fiera (teatro de Feria) por encontrarse en la zona donde se celebraban las ferias.

## Historia
La zona donde se levantó el teatro se presentaba al viajero de la época como un conjunto de barracas de madera donde los mercaderes exponían sus productos.
En cuanto lugar de gran afluencia de público, existían algunos teatros provisionales construidos en madera, que se derribaban al final de cada temporada, y se reedificaban al año siguiente con el mismo material conservado a propósito.
Fue en aquel lugar donde Bortolo Riccardi, rico comerciante, sin preocuparse demasiado de las polémicas que surgieron, edificó el primer núcleo del teatro estable, con el nombre de teatro Riccardi.
Cuando el teatro todavía estaba en construcción se comenzaron a dar algunas representaciones artísticas: la primera obra representada fue Medonte rey de Epiro de Giuseppe Sarti, en 1874.
La inauguración oficial se produjo el 24 de agosto de 1791.
La estructura originaria, completamente distinta de la actual, fue destruida por un incendio, tal vez intencionado, en 1797.
El arquitecto Giovanni Francesco Lucchini, que ya había proyectado el interior del teatro destruido, recibió el encargo de dirigir los trabajos de construcción del nuevo teatro.
Fue necesario esperar hasta el 30 de junio de 1800 para inaugurar el edificio,  ya con el mismo aspecto con el que se conoce en la actualidad.
Los acontecimientos históricos del risorgimento en Bérgamo afectaron al teatro con diversa fortuna. Vincenzo Bellini se ocupó de la puesta en escena de la ópera Norma en 1831.
En 1840, Bérgamo tributó por primera vez una manifestación pública de homenaje al bergamasco Gaetano Donizetti, presente en el teatro para la representación de su obra L'esule di Roma.
Giuseppe Verdi, presente en la sala, debutó en el Teatro Riccardi con su obra Ernani en 1844. Entre los Directores de orquesta más célebres del siglo XIX relacionados con el Teatro Ricciardi de Bergamo, se encuentra Antonino Palminteri, presente sobre el escenaio del Ricciardi en 1883 dirigiendo La Favorecida de Gaetano Donizetti. En agosto y en septiembre de 1891, Antonino Palminteri regresó al Ricciadi, llevando a la escena obras como Aida de Giuseppe Verdi, o Caballería rusticana de Pietro Mascagni. El diario La Stampa resaltó su éxito con estas palabras:

"[...] El joven maestro que con mucha desenvoltura movía la batuta, tuvo la satisfacción de recibir aplausos bien nutridos y el regalo de una corona de laurel".

En 1897, con ocasión del centenario del nacimiento del compositor, y en el curso de las solemnes conmemoraciones, el Riccardi asumió el nombre de teatro Gaetano Donizetti que ha llevado hasta ahora.